# Álarcos császárlégykapó
Az álarcos császárlégykapó (Symposiachrus trivirgatus) a madarak osztályának verébalakúak (Passeriformes) rendjébe és a császárlégykapó-félék (Monarchidae) családjába  tartozó faj.

## Rendszerezése
A fajt Coenraad Jacob Temminck holland arisztokrata és zoológus írta le 1826-ban, a Drymophila nembe Drymophila trivirgata néven. Sorolták a Monarcha nembe Monarcha trivirgatus néven is.

## Alfajai
- Symposiachrus trivirgatus albiventris (Gould, 1866)
- Symposiachrus trivirgatus bernsteinii (Salvadori, 1878)
- Symposiachrus trivirgatus gouldii (G. R. Gray, 1861)
- Symposiachrus trivirgatus melanopterus (G. R. Gray, 1858)
- Symposiachrus trivirgatus melanorrhous (Schodde & I. J. Mason, 1999)
- Symposiachrus trivirgatus nigrimentum (G. R. Gray, 1861)
- Symposiachrus trivirgatus trivirgatus (Temminck, 1826)[2]

## Előfordulása
Ausztrália, Indonézia, Pápua Új-Guinea és a Kelet-Timor területén honos. Természetes élőhelyei a szubtrópusi vagy trópusi síkvidéki esőerdők, mangroveerdők, lombhullató erdők és cserjések, valamint városi régiók. Vonuló faj.

## Megjelenése
Testhossza 16 centiméter, testsúlya 9–16 gramm. Feje, háta és farka kék színű, arcán fekete álarc található. Mellkasa narancssárga színű, mely az arcán lévő fekete álarcba benyúlik. Hasa és farka alja fehér színű. 
|  |

## Életmódja
Gerinctelenekkel táplálkozik.

## Szaporodása
Szaporodási ideje októbertől februárig tart. Kis pohár alakú fészkét mohából és növényi rostokból építi 1-6 méter magasságba, néha víz közelébe. Fészekalja 2 barna pettyes tojásból áll.

## Természetvédelmi helyzete
Az elterjedési területe rendkívül nagy, egyedszáma pedig stabil. A Természetvédelmi Világszövetség Vörös listáján nem fenyegetett fajként szerepel.